# Balassa Imre (erdélyi vajda)
Balassa Imre (? – 1550) magyar főúr, 1538–40 között erdélyi vajda.
Szapolyai János híve volt, aki őt 1534-ben Majláth Istvánnal együtt erdélyi vajdává nevezte ki. Amikor 1540-ben kapzsisággal vádolták, Majláthtal együtt fellázadt Szapolyai ellen; ezért a tordai országgyűlésen felségsértőnek mondták ki, és halálra ítélték, illetve Almás, Léta és Diód várait pedig elkobozták tőle. Mivel azonban Szapolyai még ugyanazon évben meghalt, Balassa elkerülte a büntetést és folytatta garázdálkodásait. Bár Izabella királynénak esküdött hűséget, mégis Ferdinánd pártjához csatlakozott, aki 1544-ben erdélyi főkapitánnyá tette. 1550-ben hunyt el.
Felesége, özvegye Somi Anna volt.